# Lonnie Donegan
Anthony James 'Lonnie' Donegan (Glasgow, 29 april 1931 - Peterborough, 3 november 2002) was een Britse folk-, jazz- en skiffle-muzikant, die tussen 1956 en 1962 meer dan 30 hits kon plaatsen in de Britse en Amerikaanse hitlijst. Donegan, geboren in Schotland en opgegroeid in Engeland, begon zijn carrière in de heropleving van de Britse traditionele jazz, maar stapte halverwege de jaren 1950 over naar skiffle en kreeg bekendheid met een hitopname van het Amerikaanse folklied Rock Island Line, die de bredere Britse skiffle-beweging hielp aan te wakkeren.
Donegan had 31 Britse top 30 hitsingles, 24 opeenvolgend en drie op nummer één. Hij was de eerste Britse mannelijke zanger met twee Amerikaanse top 10-hits. Donegan ontving een Ivor Novello Lifetime Achievement Award in 1995 en in 2000 werd hij benoemd tot MBE. Donegan was een spilfiguur in de Britse invasie vanwege zijn invloed in de Verenigde Staten aan het eind van de jaren 1950.

## Jeugd
Donegan werd geboren in Bridgeton, Glasgow, Schotland, op 29 april 1931. Hij was de zoon van een Ierse moeder en een Schotse vader, een professionele violist die met het Scottish National Orchestra had gespeeld. Donegan verhuisde reeds op 2-jarige leeftijd met zijn moeder naar Londen, nadat zijn ouders gescheiden waren. Geïnspireerd door de blues begon hij gitaar te spelen.
Donegan werd geëvacueerd naar Cheshire om te ontsnappen aan The Blitz in de Tweede Wereldoorlog en woonde het St. Ambrose College in Hale Barns bij.
In 1952 tijdens zijn stationering in Duitsland, formeerde hij zijn eigen band The Tony Donegan Jazzband, terwijl hij reeds banjo speelde in de dixielandband van Chris Barber. Tijdens een optreden als voorgroep van de bluesmuzikant Lonnie Johnson had de presentator de namen verwisseld (Tony Johnson en Lonnie Donegan). De naam Lonnie Donegan werd zijn artiestennaam.

## Carrière

### Traditionele jazz
Als kind dat opgroeide in de vroege jaren 1940, luisterde Donegan vooral naar swingjazz en vocale acts en raakte geïnteresseerd in de gitaar. Country & western en bluesplaten, met name van Frank Crumit en Josh White, trokken zijn interesse en hij kocht zijn eerste gitaar op 14-jarige leeftijd in 1945. Hij leerde nummers als Frankie and Johnny, Puttin' On the Style en The House of the Rising Sun door te luisteren naar BBC-radio-uitzendingen. Tegen het einde van de jaren 1940 speelde hij gitaar in Londen en bezocht hij kleine jazzclubs.
Donegan speelde voor het eerst in een grote band, nadat Chris Barber hoorde dat hij een goede banjospeler was en hem in een trein vroeg om auditie te doen. Donegan had nog nooit banjo gespeeld, maar hij kocht er een voor de auditie en slaagde meer in persoonlijkheid dan in talent. Zijn tijd bij Barber's traditionele jazzband werd onderbroken toen hij in 1949 werd opgeroepen voor de National Service, maar terwijl hij in het leger in Southampton was, was hij de drummer in Ken Grinyer's Wolverines Jazz Band in een plaatselijke pub. Een uitzending naar Wenen bracht hem in contact met Amerikaanse troepen en toegang tot Amerikaanse archieven en het radiostation American Forces Network.
In 1952 richtte hij de Tony Donegan Jazzband op, die in Londen speelde. Op 28 juni 1952 openden ze in de Royal Festival Hall voor de bluesmuzikant Lonnie Johnson. Donegan nam zijn voornaam aan als eerbetoon. Hij gebruikte de naam tijdens een concert in de Royal Albert Hall op 2 juni 1952.
In 1953 werd kornettist Ken Colyer in New Orleans opgesloten vanwege een visumprobleem. Hij keerde terug naar Groot-Brittannië en trad toe tot de band van Chris Barber. Ze veranderden de naam in Ken Colyer's Jazzmen en hadden op 11 april 1953 hun eerste publieke optreden  in Kopenhagen. De volgende dag nam Chris Albertson Ken Colyer's Jazzmen en The Monty Sunshine Trio - Sunshine, Barber en Donegan - op voor Storyville Records. Deze behoorden tot de eerste commerciële opnamen van Donegan.

### Skiffle
Terwijl hij in Ken Colyer's Jazzmen met Chris Barber was, zong en speelde Donegan gitaar en banjo in hun dixieland-band. Hij begon te spelen met twee andere bandleden tijdens de pauzes, om te voorzien in wat 'posters' een skifflepauze noemden, een naam die door Ken Colyer's broer Bill werd gesuggereerd naar de Dan Burley Skiffle Group van de jaren 1930. In 1954 vertrok Colyer en de band werd de Chris Barber's Jazz Band.
Met een wasbord, theedoosbas en een goedkope Spaanse gitaar speelde Donegan folk- en bluesnummers van artiesten als Lead Belly en Woody Guthrie. Dit bleek populair en in juli 1954 nam hij een snelle versie op van Rock Island Line van Lead Belly met een wasbord, maar geen theedoosbas, met als B-kant John Henry. Het was een hit in 1956 (die later ook de inspiratie vormde voor de creatie van het volledige album An Englishman Sings American Folk Songs, dat begin jaren 1960 in Amerika werd uitgebracht bij Mercury Records), maar omdat het een bandopname was, verdiende Donegan geen geld buiten zijn sessiekosten. Het was het eerste debuutrecord dat goud behaalde in het Verenigd Koninkrijk en het bereikte de top tien in de Verenigde Staten. Deze opname is van grote invloed gebleken op muzikanten die het in hun jonge jaren hebben gehoord en voor wie het een katalysator lijkt te zijn geweest in hun muzikale motivatie en carrière.
Zijn volgende single Diggin' My Potatoes voor Decca werd opgenomen tijdens een concert in de Royal Festival Hall op 30 oktober 1954. Decca liet Donegan daarna vallen, maar binnen een maand was hij in de Abbey Road Studios in Londen om op te nemen voor Columbia Records van EMI Music. Hij had de Barber-band verlaten en in het voorjaar van 1955 tekende hij een platencontract bij Pye Records. Zijn volgende single Lost John bereikte nummer 2 in de UK Singles Chart.
Hij verscheen op televisie in de Verenigde Staten bij de Perry Como Show en de Paul Winchell Show. Toen hij terugkeerde naar het Verenigd Koninkrijk, nam hij in de zomer van 1956 zijn debuutalbum Lonnie Donegan Showcase op, met nummers van Lead Belly en Leroy Carr, plus I'm a Ramblin' Man en Wabash Cannonball. Van de lp werden honderdduizenden exemplaren verkocht. De skiffle-stijl moedigde amateurs aan en een van de vele bands die volgden was The Quarrymen, opgericht in maart 1957 door John Lennon. Donegans single Gamblin' Man/Puttin' On the Style was nummer één in het Verenigd Koninkrijk in juli 1957, toen Lennon Paul McCartney voor het eerst ontmoette.
Donegan ging door met successen zoals Cumberland Gap en Does Your Chewing Gum Lose Its Flavor (On the Bedpost Overnight?), zijn grootste hit in de Verenigde Staten bij Dot Records. Hij wendde zich tot de music hall-stijl met My Old Man's a Dustman, dat niet goed werd ontvangen door skiffle-fans en niet succesvol was in Amerika bij Atlantic Records in 1960, maar het bereikte nummer één in het Verenigd Koninkrijk. De band van Donegan had een flexibele bezetting, maar het was over het algemeen Denny Wright of Les Bennetts (van Les Hobeaux en Days of Skiffle, onder leiding van zanger Dave George), die leadgitaar speelde en harmonie zong, Micky Ashman of Pete Huggett - later Steve Jones - op contrabas, Nick Nichols, later Pete Appleby, Mark Goodwin en Ken Rodway (nu een christelijke auteur en dominee) op drums of percussie en Donegan speelde akoestische gitaar of banjo en deed de leadzang.
Zijn laatste hit in de Britse hitparade was zijn coverversie van Pick a Bale of Cotton. Ironisch genoeg, of misschien terecht, viel zijn val uit de hitlijsten samen met de opkomst van The Beatles en de andere beatmuzikanten die hij inspireerde.

### Latere carrière
Donegan nam in de jaren 1960 sporadisch op, waaronder sessies bij Hickory Records in Nashville met Charlie McCoy, Floyd Cramer en The Jordanaires. Na 1964 was hij het grootste deel van het decennium platenproducent bij Pye Records. Onder degenen met wie hij werkte, was Justin Hayward.
Donegan was in de late jaren 1960 en 1970 uit de mode (hoewel zijn I'll Never Fall in Love Again werd opgenomen door Tom Jones in 1967 en Elvis Presley in 1976). Hij begon te spelen in het Amerikaanse cabaretcircuit. Een afwijking van zijn normale stijl was een a capella-opname van The Party's Over. Tussendoor trad hij regelmatig op in Hamburg, waar hij veel jonge muzikanten beïnvloedde, waaronder John Lennon, Pete Townshend, Eric Clapton, Mark Knopfler, Rory Gallagher, Elton John, Rod Stewart, Chris Farlowe en Van Morrison. In 1974 nam hij twee lp's op met de Duitse jazz- en skiffleband Leinemann. In Engeland trad hij daarnaast altijd weer op in publieks- en zomershows met Max Miller.
Donegan herenigde zich met de oorspronkelijke Chris Barber-band voor een concert in Croydon in juni 1975. Een bommelding betekende dat de opname in de studio moest worden voltooid, na een geïmproviseerd concert op de parkeerplaats. De publicatie had als titel The Great Re-Union Album. Hij werkte samen met Rory Gallagher aan verschillende nummers, met name Rock Island Line, waarbij Gallagher het grootste deel van het uitgebreide gitaarwerk uitvoerde.
Hij kreeg zijn eerste hartaanval in 1976 terwijl hij in de Verenigde Staten was en kreeg een viervoudige bypassoperatie. In 1978 kwam hij weer onder de aandacht toen hij zijn vroege liedjes opnam met Rory Gallagher, Ringo Starr, Elton John, Ron Wood en Brian May. Het album heette Putting on the Style. Een vervolg met Albert Lee zag Donegan in minder bekende country- en westernstijl. In 1980 trad hij weer regelmatig op in concerten en een ander album met Barber volgde. In 1983 toerde Donegan met Billie Jo Spears en in 1984 maakte hij zijn theatrale debuut in een revival van de musical Mr Cinders uit 1920. Meer concertreizen volgden, met een verhuizing van Florida naar Spanje. In 1992 onderging hij nog een bypassoperatie na een nieuwe hartaanval.
In 1994 vierde de Chris Barber-band 40 jaar met een tournee met beide bands. Pat Halcox zat nog op trompet (een functie die hij tot juli 2008 behield). Het reünieconcert en de tournee waren op cd en dvd.
Donegan beleefde een late renaissance toen hij in 2000 verscheen op het album The Skiffle Sessions – Live in Belfast van Van Morrison in 1998, een veelgeprezen album waarop hij zong met Morrison en Chris Barber, met een gastoptreden van Dr. John. Donegan speelde ook op het Glastonbury Festival in 1999 en behaalde in 2000 een MBE.
Donegan verscheen ook op het jaarlijkse muziekfestival van Fairport Convention op 9 augustus 2001. Zijn laatste cd was This Yere de Story.

## Nalatenschap
Mark Knopfler bracht een eerbetoon aan Donegan getiteld Donegan's Gone op zijn album Shangri-La uit 2004 en zei dat hij een van zijn grootste invloeden was. Donegans muziek vormde een musical met in de hoofdrol zijn twee zonen. Lonnie D – The Musical dankt zijn naam aan het Chas & Dave-tributenummer waarmee de show begon. Vervolgens richtte Peter Donegan een band op om het materiaal van zijn vader uit te voeren en is sindsdien verbonden met de band van zijn vader van de afgelopen 30 jaar met nieuwkomer Eddie Masters op bas. Samen maakten ze in 2009 het album Here We Go Again. De oudste zoon van Donegan, Anthony, formeerde ook zijn eigen band, als Lonnie Donegan jr, die ook World Cup Willie uitvoerde voor de 2010 FIFA World Cup in Zuid-Afrika.
Op zijn album A Beach Full of Shells bracht Al Stewart een eerbetoon aan Donegan in het nummer Katherine of Oregon. In Class of '58 beschrijft hij een Britse entertainer die ofwel Donegan is, ofwel een samengestelde met inbegrip van hem.
Peter Sellers nam Puttin' on the Smile op met Lenny Goonagain.
Tijdens het Tonight Show conflict tussen Jay Leno en Conan O'Brien, deed David Letterman alsof hij probeerde zich Jimmy Fallons naam te herinneren en noemde hem Lonnie Donegan.
In de film uit 2019 verschijnt Judy Donegan als de artiest die een zieke Judy Garland vervangt. Hij wordt getoond in de (volledig fictieve) slotscène die haar genereus toestaat om nog een laatste keer op het podium te verschijnen.

## Privéleven en overlijden
Donegan trouwde drie keer. Hij had twee dochters (Fiona en Corrina) bij zijn eerste vrouw Maureen Tyler (gescheiden 1962), een zoon en een dochter (Anthony en Juanita) bij zijn tweede vrouw Jill Westlake (gescheiden in 1971) en drie zonen (Peter, David en Andrew) door zijn derde vrouw Sharon, met wie hij in 1977 trouwde. Peter Donegan is ook zanger en een muzikant.
Donegan overleed op 3 november 2002 op 71-jarige leeftijd na een hartaanval in Market Deeping, Lincolnshire, halverwege een tournee door het Verenigd Koninkrijk en voordat hij zou optreden tijdens een herdenkingsconcert voor George Harrison met The Rolling Stones. Hij had sinds de jaren 1970 hartproblemen en verschillende hartaanvallen.

## Discografie

### Singles
- 1955: Rock Island Line / John Henry
- 1956: Diggin' My Potatoes  Bury My Body
- 1956: Lost John / Stewball
- 1956: Bring A Little Water, Sylvie / Dead or Alive
- 1956: On A Christmas Day / Take My Hand Precious Lord
- 1957: Don't You Rock Me Daddy-O
- 1957: Cumberland Gap
- 1957: Gamblin' Man / Puttin' On the Style
- 1957: My Dixie Darlin' / I'm Just a Rolling Stone
- 1957: Jack O' Diamonds / Ham 'N' Eggs
- 1958: The Grand Coulee Dam / Nobody Loves Like an Irishman
- 1958: Midnight Special / When The Sun Goes Down
- 1958: Sally Don't You Grieve / Betty, Betty, Betty
- 1958: Lonesome Traveller / Times are Getting Hard, Boys
- 1958: Lonnie's Skiffle Party / Lonnie Skiffle Party Pt.2
- 1958: Tom Dooley / Rock O' My Soul
- 1959: Does Your Chewing Gum Lose Its Flavour (On the Bedpost Overnight?) / Aunt Rhody
- 1959: Fort Worth Jail / Whoa Buck
- 1959: Bewildered / Kevin Barry / It is No Secret / My Laggan Love
- 1959: Battle of New Orleans / Darling Corey
- 1959: Sal's Got A Sugar Lip / Chesapeake Bay
- 1959: Hold Back Tomorrow
- 1959: San Miguel / Talking Guitar Blues
- 1960: My Old Man's a Dustman / The Golden Vanity
- 1960: I Wanna Go Home (Wreck of the 'John B') / Jimmy Brown The Newsboy
- 1960: Lorelei / In All My Wildest Dreams
- 1960: Rockin' Alone
- 1960: Lively / Black Cat (Cross My Path Today)
- 1960: Virgin Mary / Beyond The Sunset
- 1961: (Bury Me) Beneath The Willow / Leave My Woman Alone
- 1961: Have A Drink on Me / Seven Daffodils
- 1961: Michael, Row the Boat / Lumbered
- 1961: The Comancheros / Ramblin' Round
- 1962: The Party's Over / Over the Rainbow
- 1962: I'll Never Fall in Love Again / Keep on the Sunny Side
- 1962: Pick A Bale of Cotton / Steal Away
- 1962: The Market Song / Tit-Bits
- 1963: Losing by a Hair / Trumpet Sounds
- 1963: It Was A Very Good Year / Rise Up
- 1963: Lemon Tree / I've Gotta Girl So Far
- 1963: 500 Miles Away From Home / This Train
- 1964: Beans in My Ears / It's a Long Road to Travel
- 1964: Fisherman's Luck / There's A Big Wheel
- 1965: Get Out of My Life / Won't You Tell Me
- 1965: Louisiana Man / Bound For Zion
- 1966: World Cup Willie / Where in This World are We Going?
- 1966: I Wanna Go Home / Black Cat (Cross My Path Today)
- 1967: Aunt Maggie's Remedy / (Ah) My Sweet Marie
- 1968: Toys / Relax Your Mind
- 1969: My Lovely Juanita / Who Knows Where the Time Goes?
- 1972: Speak to the Sky / Get Out of My Life
- 1973: Jump Down Turn Around (Pick a Bale of Cotton) / Lost John Blues
- 1976: I've Lost my Little Willie / Censored

### Albums
- 1956: Lonnie Donegan Showcase
- 1957: Lonnie
- 1958: Tops with Lonnie
- 1959: Lonnie Rides Again
- 1961: Does Your Chewing Gum Lose Its Flavour (On the Bedpost Overnight)
- 1961: More! Tops with Lonnie
- 1962: Sing Hallelujah
- 1965: The Lonnie Donegan Folk Album
- 1970: Lonniepops – Lonnie Donegan Today
- 1974: The Great Re-Union Album
- 1974: Lonnie Donegan Meets Leinemann
- 1976: Country Roads
- 1978: Puttin' on the Style (met Rory Gallagher, Elton John, Brian May en Ringo Starr)
- 1979: Sundown
- 1999: Muleskinner Blues
- 2000: The Skiffle Sessions – Live in Belfast (met Van Morrison, Chris Barber en anderen)
- 2004: This Yere de Story
- 2006: The Last Tour
- 2007: Jubilee Concert 1st Half
- 2007: Jubilee Concert 2nd Half
- 2008: Lonnie Live! Rare Tapes from the Late Sixties
- 1957: Donegan on Stage – Lonnie Donegan at Conway Hall

### Compilaties
- 1962: Golden Age of Donegan
- 1963: Golden Age of Donegan Volume 2
- 1978: Putting on the Style
- 1998: King of Skiffle
- 2003: Puttin' On the Style – The Greatest Hits

### Ep's
- 1954: Rock Island Line / John Henry / Digging My Potatoes / Bury My Body
- 1956: Skiffle Session: Railroad Bill / Stockalee / Ballad of Jesse James / Ol' Riley
- 1956: Backstairs Session: Midnight Special / New Burying Ground / It Takes A Worried Man / When the Sun Goes Down
- 1957: Donegan on stage: Mule-skinner blues / Old Hannah / On a Monday / Glory

- Bibsys: 4082374
- Biblioteca Nacional de España: XX1044822
- Bibliothèque nationale de France: cb139931705 (data)
- Gemeinsame Normdatei: 134361024
- International Standard Name Identifier: 0000 0000 5927 1746
- Library of Congress Control Number: n95105264
- MusicBrainz: a021814d-8911-481d-903a-bbbfc6d24068
- Nationale Bibliotheek van Tsjechië: xx0039121
- Nationale bibliotheek van Australië: 55138676
- Nationale Bibliotheek van Israël: 987007327442705171
- Nederlandse Thesaurus van Auteursnamen: 070546851
- LIBRIS: 174745
- SNAC: w62q0dgx
- Trove: 1602042
- Virtual International Authority File: 73109150
- WorldCat: E39PBJcBWGRDFky3cM76vyqfbd